# Postapokaliptična fikcija
Postapokaliptična fikcija je zvrst fikcije, predvsem znanstvene fantastike, pri kateri so zgodbe postavljene v svet, ki ga je bila prizadela katastrofa, zaradi katere je propadla civilizacija. Vzrok je lahko bodisi globalna naravna katastrofa, človeška dejavnost (na primer jedrska vojna) ali napad nezemljanov. Gre za enega osrednjih motivov sodobne znanstvene fantastike, ki je tako star kot zvrst sama, saj nudi za mnoge privlačno in vznemirljivo predstavo uničenja našega zbirokratiziranega, zapletenega sveta ter novega začetka. Nekatere zgodbe so postavljene v čas neposredno po katastrofi, kjer so protagonisti prisiljeni v boj za preživetje v ostrih pogojih, ali pa več generacij po tem dogodku, ki je v novi, pogosto plemenski družbi pridobil že mitološki pomen in na staro civilizacijo spominjajo samo še redki materialni ostanki. Zvrst brez ostre ločnice prehaja v ostale sorodne zvrsti, kot so fikcija uničene Zemlje (mnogo generacij po katastrofi z mnogo preprostejšo družbo), preživetveni trilerji ipd.
Za prvo delo zvrsti lahko štejemo že roman The Last Man pisateljice Mary Shelley iz leta 1826, na pomenu pa je ta motiv pridobil po drugi svetovni vojni, ko je po uporabi jedrskega orožja nad Japonsko prišlo v splošno ljudsko zavest dejstvo, da je človeštvo sposobno popolnega samouničenja. Takoj po vojni so bili zato priljubljeni motivi jedrske, kemične ali biološke vojne, po izidu vplivne knjige Nema pomlad avtorice Rachel Carson v zgodnjih 1960. pa tudi okoljske katastrofe zaradi onesnaževanja ali prenaseljenosti.

## Zgledi
- Fallout (serija videoiger)
- Pisma mrtvega človeka (film)
- Pobesneli Max (serija filmov)
- Slavospev za Leibowitza (roman)